# Dennis Tito
Dennis Tito (Queens, 8 agosto 1940) è un imprenditore e astronauta statunitense, diventato celebre come primo turista spaziale.

## Biografia
Tito ha ottenuto un Bachelor of science in astronautica ed aeronautica dalla New York University nel 1962 (equivalente alla laurea triennale italiana), e più tardi ha ricevuto un Master of science (equivalente alla laurea magistrale italiana) in scienza dell'ingegneria dal Rensselaer Polytechnic Institute, Troy, New York. Il 18 maggio 2002 ha ricevuto un dottorato onorario di ingegneria dal Rensselaer Polytechnic Institute, ed è un ex scienziato del Jet Propulsion Laboratory della NASA. Nel 1972 ha fondato la Wilshire Associates, una società di consulenza finanziaria di Santa Monica (California) che fornisce analisi.
Il 28 aprile 2001 Tito si è unito alla Sojuz TM-32 restando per 7 giorni, 22 ore e 4 minuti in orbita, attraccandosi con l'ISS: per poter compiere il suo viaggio, ha pagato 20 milioni di dollari statunitensi.